# Polinesia periferica
La Polinesia periferica è costituita dalle comunità di lingua e cultura polinesiane, dette Exclavi polinesiane (in francese: Exclaves polynésiennes; in inglese: Polynesian outliers), che giacciono al di fuori della Polinesia propriamente detta, vale a dire la regione geografica compresa all'interno del cosiddetto Triangolo polinesiano; al contrario, queste comunità sono disperse in diverse isole appartenenti alle vicine Melanesia e Micronesia. Sulla base di accurate analisi archeologiche e linguistiche, si crede che le isole della Polinesia periferica siano state colonizzate da navigatori polinesiani provenienti principalmente da Tonga, dalle Samoa e da Tuvalu.

## Geografia

Carta della Polinesia periferica (isole evidenziate in rosso) e della patria originaria dei Polinesiani (area evidenziata in rosso)

Le comunità della Polinesia periferica sono sparpagliate in cinque Stati e territori del Pacifico, vale a dire tra gli Stati Federati di Micronesia, Papua Nuova Guinea, le Isole Salomone, Vanuatu e la Nuova Caledonia.
Gli Stati Federati di Micronesia ospitano due comunità polinesiane periferiche, su Kapingamarangi (lingua kapingamarangi) e su Nukuoro (lingua nukuoro). La Nuova Guinea ne ospita invece quattro, divise tra le isole Nuguria, Nukumanu, Takuu e Vu'ula o Hula. Lo Stato con il maggior numero di queste comunità sono le Isole Salomone, con ben sette isole polinesiane periferiche: Anuta, Bellona, Ontong Java, Rennell, Sikaiana, Tikopia e Vaeakau-Taumako (nelle Isole Duff e nelle Isole Reef). Lo Stato insulare di Vanuatu ne ospita invece quattro: Emae, Mele, Aniwa e Futuna. In Nuova Caledonia infine esiste una comunità polinesiana 
sull'isola di Ouvéa nelle Isole della Lealtà, dove si parla la lingua fagauvea.